# 布拉德利鎮區 (伊利諾伊州傑克遜縣)
布拉德利鎮區（英語：Bradley Township）是位於美國伊利諾伊州傑克遜縣的一個行政鎮區。

## 地方資料
根據2010年美國人口普查的數據，布拉德利鎮區的面積為116.60平方千米，當中陸地面積為116.40平方千米，而水域面積為0.20平方千米。當地共有人口1879人，而人口密度為每平方千米16.11人。